# Кентская пещера
Кентская пещера (англ. Kents Cavern) — система пещер, расположенная восточнее (приблизительно на 1,5 км) города Торки (графство Девон, Англия) и являющаяся археологической и геологической достопримечательностью. Пещера входит в список национальных памятников древности.

## Предыстория
Пещера появилась приблизительно 2 млн лет назад и относится к карстовым (то есть появившимся в результате растворения горных пород водой). Считается, что пещера использовалась в качестве жилья первобытными людьми в основном в верхнем и среднем палеолите. Однако, в настоящее время в ней обнаружен слой, относящийся к нижнему палеолиту. В пещере найдены изделия, относящиеся к мустьерской, ориньякской, протосолютрейской и кресвельской культурам.

## История раскопок

### Начало
Несмотря на то что пещера посещалась людьми и в историческую эпоху (о чём свидетельствуют выбитые на сталагмитах надписи: «William Petre 1571» и «Robert Hedges 1688»), впервые археологические раскопки в ней были начаты Томасом Нортмором (англ. Thomas Northmore) в 1824 году. Отчёты Нортмора заинтересовали Дина Баклэнда (англ. Dean Buckland) — первого лектора по геологии Оксфордского университета, который в 1825 году направил в пещеру экспедицию под руководством католического священника из Ирландии Джона Макинери.
В сентябре 1845 года Общество естественной истории города Торки (англ. Torquay Natural History Society) обратилось к сэру Лоурэнсу Палку (англ. Lawrence Palk) с просьбой о том, чтобы все окаменелости и артефакты, найденные при раскопках в Кентской пещере, поступали в Торкийский музей. В связи с этим проведение раскопок в период с 1846 по 1858 год было поручено Эдварду Вивиану (англ. Edward Vivian) и Уильяму Пенгелли (en:William Pengelly), результаты исследований которого подтвердили гипотезу МакИнери, что орудия труда не случайно соседствуют с костями животных, а являются общим культурным слоем, сформировавшемся в результате долгого проживания в пещере древних людей .

### Результаты
За время раскопок в Кентской пещере было найдено более 70 тысяч артефактов. К наиболее интересным находкам относятся:
- каменные топоры гейдельбергского человека возрастом 450 тысяч лет;
- различные орудия труда неандертальцев.
- Найденная в 1927 году челюсть с зубами представителя вида Homo sapiens, жившего, предположительно, от 37 до 40 тысяч лет назад[5] (ранее датировка составляла 31 тысячу лет).

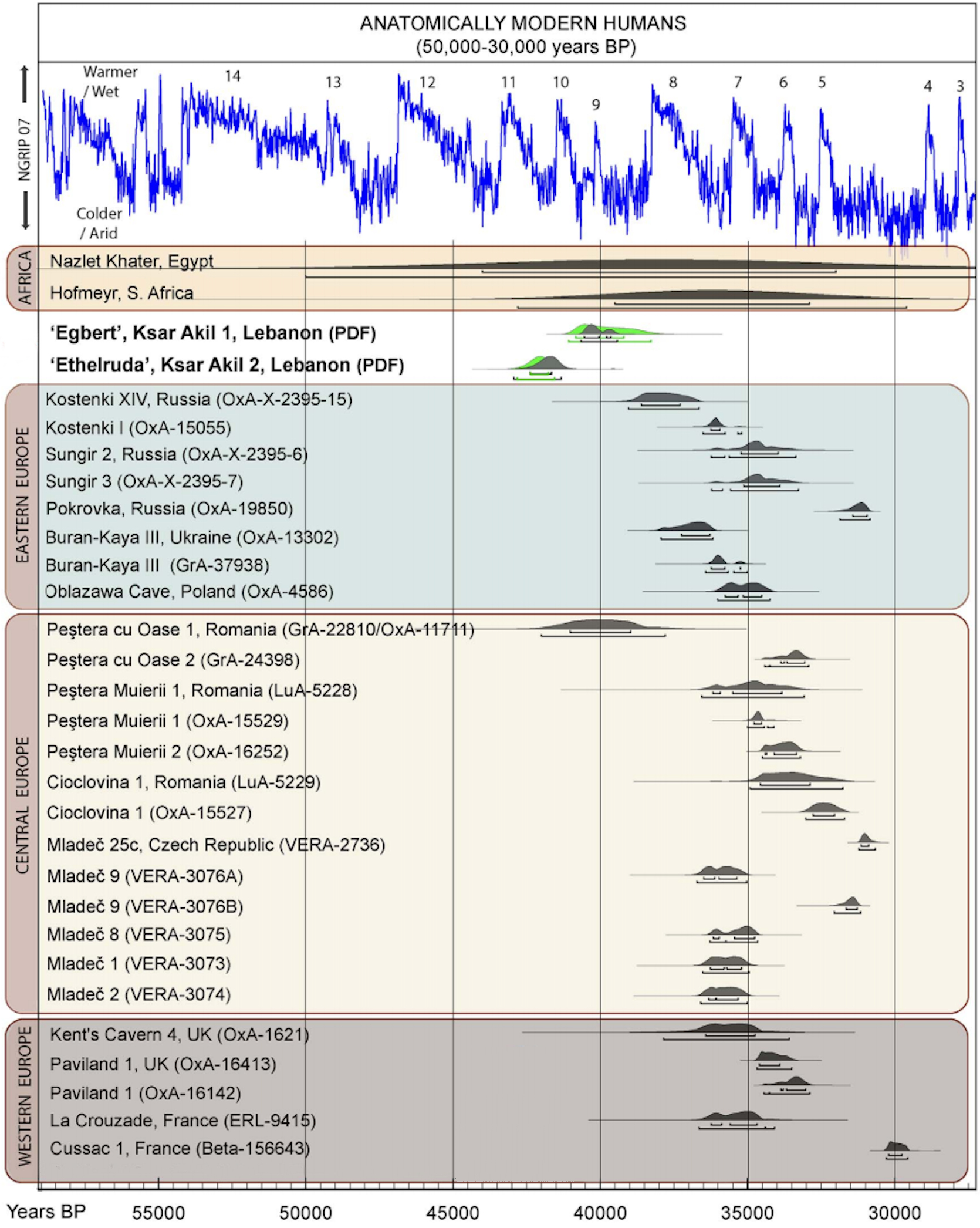
Анатомически современные люди в Европе и Африке, датированными напрямую, с калиброванными углеродными датами по состоянию на 2013 год

Новейшие методы очистки образцов от позднейших загрязнений позволили уточнить возраст кентского человека (en:Kent's Cavern 4 (KC4) Maxilla), он оказался равным 41,5—44,2 тысяч лет назад. Столь большой возраст заставил некоторых учёных усомнится в правильности классификации и предположить, что, на самом деле, челюсть принадлежит неандертальцу.
- кости различных животных (возрастом, предположительно, не менее 25 тысяч лет), в том числе оленей, шерстистых носорогов и гиен. Причём, из-за очень большого количества останков последних, выдвигается гипотеза, что пещера не была местом постоянного проживания людей, и те приходили в неё только для ночёвки или приготовления пищи[5].

## Туризм и развлечения
Кентская пещера внесена в Книгу рекордов Гиннесса, как «Древнейшая архитектурная достопримечательность». В год её посещает 80 тысяч туристов. С начала нового тысячелетия Кентская пещера удостоена нескольких наград, как центр туризма и развлечений.
Начиная с 2008 года, в Кентской пещере проводятся свадебные церемонии. В настоящее время для организации торжеств предоставлены 4 пещеры, самая большая из которых вмещает до 80 гостей.